# Пелих, Александр Петрович
Александр Петрович Пелих (19.11.1948, Сумская область — 12 мая 2008) — старший лётчик-испытатель Луховицкого машиностроительного завода государственного предприятия Московского авиационного производственного объединения «МИГ», Московская область, Герой Российской Федерации.

## Биография
Родился 19 ноября 1948 года в селе Довжик ныне Ахтырского района Сумской области. Украинец. В 1966—1967 годах занимался планерным спортом в Кировоградском аэроклубе.
В армии с апреля 1967 года. В апреле-июне 1967 года проходил срочную службу шофёром в Прибалтийском военном округе. В 1971 окончил Черниговское высшее военное авиационное училище лётчиков, после чего был оставлен в нём лётчиком-инструктором. С июня 1977 года капитан А. П. Пелих — в запасе.
В 1978 году окончил Школу лётчиков-испытателей, в 1982 году — Московский авиационный институт. С декабря 1978 года — лётчик-испытатель авиазавода «Знамя труда» в городе Луховицы Московской области. Испытывал серийные сверхзвуковые истребители МиГ-21, МиГ-23, МиГ-29 и их модификации, участвовал в испытаниях лёгкого многоцелевого самолёта Ил-103.
Указом Президента Российской Федерации № 626 от 31 мая 1998 года за мужество и героизм, проявленные при испытании новой авиационной техники, лётчику-испытателю Пелиху Александру Петровичу присвоено звание Героя Российской Федерации с вручением знака особого отличия ‒ медали «Золотая Звезда».
Принимал участие в лётных показах на авиационных выставках во Франции, Малайзии, Чили, Филиппинах, ЮАР, Англии, Германии, Индии и других странах. Лично облетал и передал заказчикам около тысячи самолётов. Освоил около 40 типов самолётов и их модификаций, проведя в полете более 6 тысяч часов.
Жил в городе Луховицы Московской области. Умер 12 мая 2008 года.
Капитан, заслуженный лётчик-испытатель РФ. Награждён орденом «За личное мужество», медалями.